# Mastigoproctus cinteotl
Espèce
Mastigoproctus cinteotl est une espèce d'uropyges de la famille des Thelyphonidae.

## Distribution
Cette espèce se rencontre au Mexique au Tamaulipas et aux États-Unis dans le Sud du Texas.

## Description
Le mâle holotype mesure 65,8 mm, les mâles mesurent jusqu'à 66,5 mm et les femelles jusqu'à 53,9 mm.

## Étymologie
Cette espèce est nommée en l'honneur de Cinteotl.

## Publication originale
- Barrales-Alcalá, Francke & Prendini, 2018 : Systematic revision of the giant vinegaroons of the Mastigoproctus giganteus complex (Thelyphonida, Thelyphonidae) of North America. (Bulletin of the American Museum of Natural History, no 418, p. 1-64 (texte intégral).